# ژاکوبی ۱۲۰۴۰
سیارک ۱۲۰۴۰ (به انگلیسی: 12040 Jacobi، نامگذاری:1997EK8) دوازده هزار و چهلمین سیارک کشف شده‌است که در ۸ مارس ۱۹۹۷ کشف شد.
قدر مطلق سیارک برابر ۱۵٫۱۰ است.